# Geo-IK-2 1
Geo-IK-2 1 – rosyjski wojskowo-cywilny satelita geodezyjny do wykonywania trójwymiarowych map powierzchni Ziemi i mapowania ziemskiego pola grawitacyjnego; pierwszy statek serii Geo-IK-2.
Wystrzelony 1 lutego 2011 nie osiągnął docelowej kołowej orbity o wysokości 1000 km i wszedł na orbitę eliptyczną. Według pierwszych informacji wskazywano na usterkę członu Briz-KM i jego niewłączenie się. Amerykańskie służby radarowe wykryły jednak 2 lutego 2 obiekty na zbliżonych orbitach, co oznaczało, że satelita odłączył się od rakiety (powinno to nastąpić w 95 minucie lotu).
Po początkowych doniesieniach o braku kontaktu z satelitą, 2 lutego podano, że odebrano sygnały radiowe z niego. Kontakt nawiązano o 08:12 GMT 2 lutego. Odebrana telemetria wskazywała, że panele słoneczne satelity zostały rozłożone.
Według agencji prasowej Interfax satelita miał za mało paliwa, by samodzielnie osiągnąć docelową orbitę, nawet za cenę znacznego skrócenia czasu trwania misji.
Był to pierwszy rosyjski satelita geodezyjny od 1994 roku. Pierwotnie start planowano na listopad 2010, ale został przeniesiony z powodów technicznych na 14 grudnia. Potem przesunięto go na 27 grudnia, a ostatecznie na początek lutego 2011.